# 詩人の血 (バンド)
詩人の血（しじんのち）は、岡山県倉敷市出身のロックバンド。1986年結成。1994年解散。

## 来歴
1986年、辻睦詞・渡辺善太郎を中心に岡山県で結成。ライブは年2～3度に留め、週の殆んどを夜中の曲作りと録音作業に費やす活動であった。結成1年でベーシスト岡田圭史が脱退。1987年夏に「能勢慶子&Tune Up」を休止した中武敬文がキーボーディストとして加入。
1989年10月21日、アルバム『What if……』シングル「青空ドライブ」でEPIC/SONY RECORDSからメジャー・デビュー後、アマチュア時代から引き継いだ打ち込み多用のエレクトロ・ポップ路線のロックバンドで人気を博すことになる。1992年頃、辻がソフトロック（サンシャイン・ポップ）に傾倒。それに伴いバンドサウンドも徐々に変化していく。
1994年、中武が脱退。辻、渡辺両名はほどなく新ユニット「oh! penelope」としての活動を開始する。

## メンバー
- 辻睦詞（1967年5月 - ） - ボーカル　岡山県出身。

- 渡辺善太郎（1963年8月9日 - 2021年7月22日[1]） - ギター　岡山県出身。

- 中武敬文（1963年 - ） - キーボード　宮崎県西都市出身。脱退後はアニメの音楽監督として、『はれときどきぶた』『パラッパラッパー』、『人造人間キカイダー THE ANIMATION』などを手がけている[2]。

## ディスコグラフィー

### シングル
1. 青空ドライブ（1989年10月21日）
2. バレンタイン（1990年1月21日）
3. きれいだネ（1990年5月21日）
4. ドイツク（1990年10月21日）
5. 愛で遊んでる（1991年5月22日）
6. キスの意味（1991年9月21日）
7. 春のまま（1992年10月1日）
8. 恋は、いつか（1993年6月2日）
9. BEATIN' LOVE（1993年8月21日）

### アルバム
全作詞：辻睦詞、全編曲：詩人の血（特記以外）
1. What if……（1989年10月21日、EPIC/SONY、CD：ESCB-1009）
  1. 青空ドライヴ　（作曲：渡辺善太郎、Brass Arrange：清水信之）
  2. Day by day　（作曲：辻睦詞・渡辺善太郎・中武敬文）
  3. バレンタイン　（作曲：辻睦詞・渡辺善太郎）
  4. Summer　（作曲：渡辺善太郎）
  5. 航海　（作曲：辻睦詞　編曲：詩人の血+清水信之）
  6. タキティナ　（作曲：辻睦詞・渡辺善太郎）
  7. 太陽と巨人　（作曲：中武敬文）
  8. グレーの夕方　（作曲：辻睦詞・渡辺善太郎・中武敬文）
  9. ひゆひゆ　（作曲：渡辺善太郎）
  10. バタフライ　（作曲：辻睦詞・渡辺善太郎・中武敬文）
2. とうめい（1990年6月21日、EPIC/SONY、CD：ESCB-1068）
  1. なぜだか　（作曲：渡辺善太郎）
  2. Guitarist　（作曲：渡辺善太郎・辻睦詞・中武敬文）
  3. きれいだネ　（作曲：渡辺善太郎・辻睦詞）
  4. WHY DO I DO SO?　（作曲：渡辺善太郎・辻睦詞）
  5. 鳥のように　（作曲：渡辺善太郎・辻睦詞・中武敬文）
  6. ドイツク　（作曲：渡辺善太郎・辻睦詞）
  7. サイレン　（作曲：渡辺善太郎・辻睦詞・中武敬文）
  8. 男2人　（作曲：中武敬文）
  9. シャボン玉　（作曲：渡辺善太郎・辻睦詞）
3. Cello-phone（1991年6月21日）
4. 花と夢（1992年11月1日）
5. i love`LOVE GENERATION'（1993年9月22日）

### ビデオ
1. colourful monotone（1990年）
2. rare-tone（1991年）
3. MAGAZINE VOL.1 〜キスの意味（1991年）
4. MAGAZINE VOL.2 〜レイ・オブ・ホープ（1991年）
5. MAGAZINE VOL.3 〜LAST OF MAGAZINE SERIES（1991年）

### 参加作品
1. EPIC 25〜SPECIAL EDITION〜（2003年）

## タイアップ一覧
| 使用年 | 曲名         | タイアップ                                   |
| ------ | ------------ | -------------------------------------------- |
| 1992年 | 春のまま     | 小田急で行く鎌倉キャンペーン CMソング        |
| 1993年 | 恋は、いつか | 花王「ビオレクレンジングウォッシュ」CMソング |

### ヘヴィー・ローテーション/パワープレイ

#### ラジオ
| 放送年 | 曲名         | ラジオヘヴィー・ローテーション/パワープレイ                                 |
| ------ | ------------ | --------------------------------------------------------------------------- |
| 1992年 | 春のまま     | FM802 1992年10月度ヘヴィー・ローテーション                                  |
| 1993年 | BEATIN' LOVE | ABCラジオ『ABCミュージックパラダイス』1993年8月度ミューパライチ押しナンバー |